# 크리스 마켓
크리스 마켓(Chris Marquette, 1984년 10월 3일 ~ )은 미국의 배우이다.

## 출연 작품
- 초크슬램 (2016)
- 피어 아이엔씨. (2016)
- 미스컨덕트 (2016)
- 살아있는 데브의 밤 (2015)
- 올웨이즈 와칭: 어 마블 호네츠 스토리 (2015)
- 길들여진 말 (2015)
- 배드 컨트리 (2014)
- 미스터 추: 기발한 미국 유학기 (2014)
- 디 오드 웨이 홈 (2013)
- 킬리만자로 (2013)
- 유혹의 기술 (2013)
- 더블 (2011)
- 더 라이트: 악마는 있다 (2011)
- 라이프 듀링 워타임 (2009)
- 인페스테이션 (2009)
- 윗치 마운틴 (2009)
- 팬보이즈 (2008)
- 더 데이 더 데드 원트 데드 (2007)
- 찰리 뱅스의 교육 (2007)
- 인비저블 (2007)
- 추즈 코너 (2007)
- 리멤버 더 데이즈 (2007)
- 알파 독 (2006)
- 뫼비우스 띠를 통해서 (2005)
- 아메리칸 건 (2005)
- 저스트 프렌드 (2005)
- 허프 (2004)
- 내겐 너무 아찔한 그녀 (2004)
- 프레디 VS 제이슨 (2003)
- 제페토 (2000)
- The Tic Code (1998)
- 랜스키 (1999)

### 텔레비전
- 미이라 - 시리즈 (2001)
- 터치드 바이 언 엔젤 (1994)
- 조안 오브 아카디아 (2003)
- 위즈 시즌1 (2005)